# Рённе
Рённе (дат. Rønne) — город, крупнейший населённый пункт острова Борнхольм в Балтийском море, принадлежащего Дании. В 1970—2002 годах Рённе входил в состав одноимённой коммуны площадью 29,11 км² в составе амта Борнхольм. В настоящее время носит статус административного центра амта. Треть территории ныне несуществующей коммуны занимает приход Рённе (по состоянию на 2014 год, в пределах прихода проживало 11—12 тысяч человек), простирающийся на небольшое расстояние на север и юг города. На другие 2⁄3 территории приходится приход Кнускер.
Обладая естественным портом и занимая стратегическое положение на Балтийском море, Рённе достиг расцвета в период вхождения в состав Германии и Швеции, что обуславливалось выловом огромного количества сельди в своё время. В настоящее время мощёными улицами, деревянно-кирпичными строениями и великолепными музеями привлекает, помимо датчан, туристов из Германии, Швеции и Польши.

## История
Приблизительно в 1000 году в районе естественного порта будущего Рённе возникло небольшое рыбацкое поселение. В 1275 году была возведена небольшая капелла Святого Николая, на месте которой в настоящее время располагается одноимённая кирха, возведённая в 1918 году. Вскоре поселение получило статус торгового города, находившегося под управлением бургомастера, с собственным судом. В начале XIV века король Дании, архиепископ Лунда и ряд северогерманских князей вели борьбу за Рённе. Стремление немцев овладеть им объяснялось наличием у города стратегического положения в связи с нахождением Борнхольма между балтийским побережьем Германии с одной стороны и островом Готландом у южного побережья Швеции, также крайне заинтересованной в овладении городом, с другой стороны. В 1360 году в результате проникновения христианства был образован приход Рённе.
К началу XV века неоднократно подвергался грабежам и пожарам, организованным торговцами из Любека — своеобразной столицы Ганзейского союза.

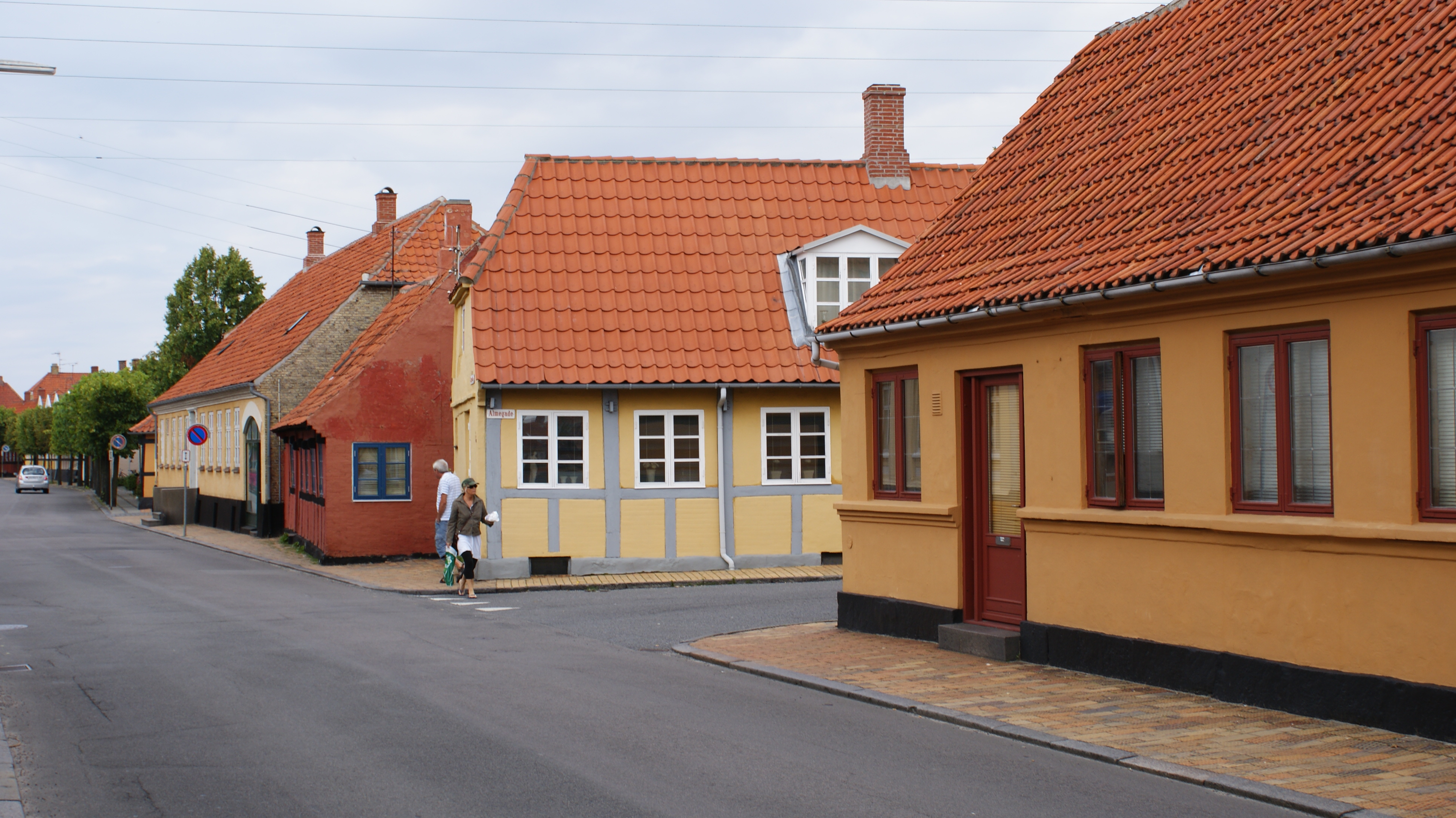
Старые невысокие домики в Рённе

В 1525 году город перешёл под контроль Ганзы из-за неимения возможности у Дании погасить собственные долги. В Рённе проникли ганзейские купцы, внёсшие значительный вклад в развития рыболовного промысла. Тем не менее с населения стали взыматься налоги, достигавшие по тем временам огромных размеров и не вводившиеся ранее. В городе вспыхнули недовольства, в результате которых любекцы были вынуждены покинуть Рённе. Впрочем, купцам из северной Германии всё же позволили вести торговлю в городе. В результате роста недовольства политикой Ганзы Рённе в 1576 году перешёл под контроль датчан, несмотря на рост стратегической важности города в XVI веке. В это время рыболовство перестало играть существенную роль в экономике. В XVII веке город дважды (в 1619 и 1655 годах) сразила чума, в результате чего потребовались десятки лет для восстановления полноценной жизни горожан.
В апреле 1658 года Рённе, по условиям Роскилльского мира, вошёл в состав Швеции. В декабре того же года население изгнало шведов, таким образом положив конец оккупации.

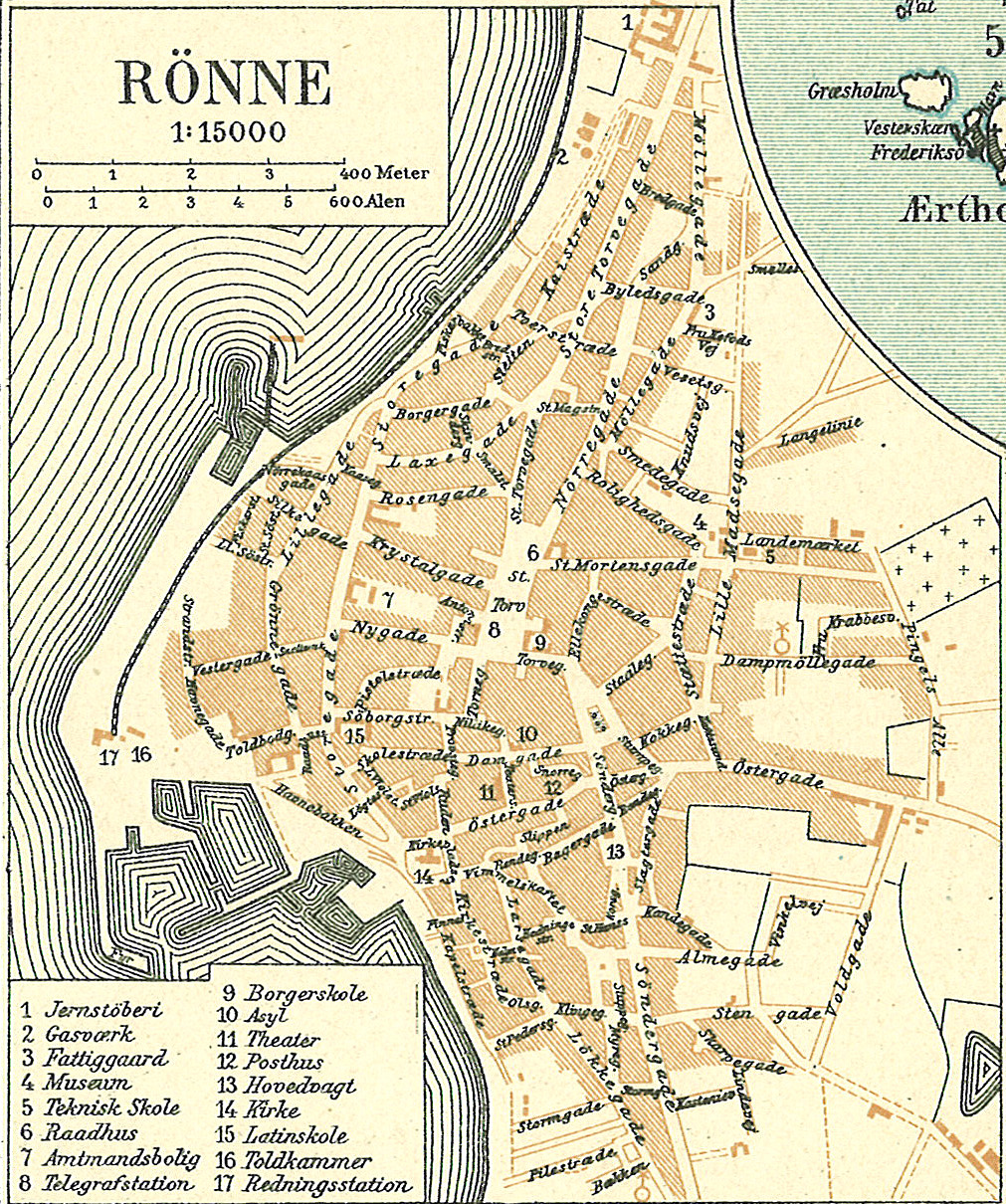
Карта Рённе 1900 года издания

В 1834 году на главной площади города было возведено здание ратуши, в котором в течение длительного периода времени располагались, помимо органов власти, суд и тюрьма.

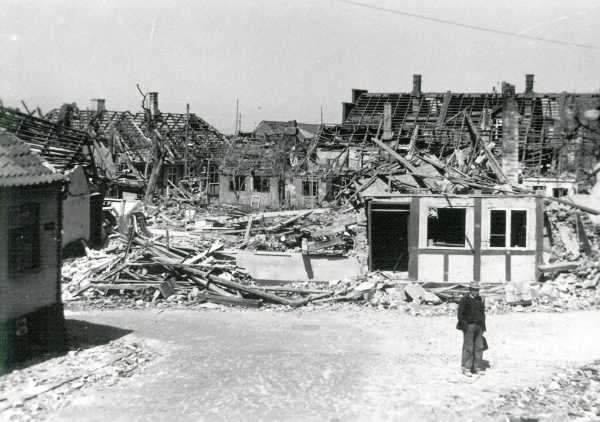
Последствия бомбардировок города советской авиацией

7—8 мая 1945 года после отказа немецкого коменданта города капитулировать, Рённе подвергся бомбардировкам советской авиации, в результате чего были уничтожены 212 домов; несмотря на то, что о бомбардировках города было объявлено заранее, погибло 10 человек. Бо́льшую часть территории Дании освободили уже 4 мая, однако остров Борнхольм перешёл в руки РККА только 9 мая, военнопленные из немецкого гарнизона были отправлены в Германию. Советский Союз окончательно вывел войска с острова лишь 5 апреля 1946 года в результате подписания соответствующего соглашения с правительством Датского королевства.
На восстановление города, а именно зданий в должном архитектурном стиле, причудливых улиц и деревянно-кирпичных строений, после бомбардировок ушло несколько лет. На средства, пожертвованные Швецией, в Рённе возвели 300 деревянных домов. В общем на восстановление города Данией, в том числе Фарерскими островами и Гренландией, было потрачено 8 миллионов датских крон.

## Экономика
В период средневековья Рённе не имел особого экономического значения и специализировался лишь на ловле сельди. К концу XVI века рыбодобывающая промышленность пришла в упадок и лишь спустя 300 лет обрела прежнюю роль в жизни города. Производство же керамики, наиболее успешно развивавшееся в те времена, и по сей день пользуется огромным спросом в Рённе; так, в нём расположены 50 магазинов, занимающихся продажей керамических изделий. Однако бо́льшая часть средств в казну вносят туристы, ежегодно отдыхающие на песчаных пляжах города.

## Старинные часы

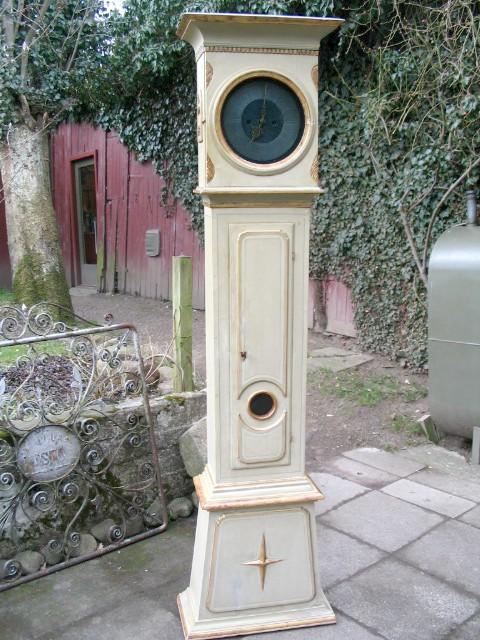
Часовой шкаф, выпущенный в Рённе

Во второй половине XVIII века — начале XX века в городе выпускались часовые шкафы, со временем прославившие Рённе. Начало их производству было положено после посадки на мель в районе Рённе в 1744 году голландского судна, шедшего из Англии. На его борту обнаружили 5 старинных часов, которым непредвиденная посадка на мель нанесла определённый ущерб. Заметив неисправность во времени, показанном часами, моряки послали за местным токарем — Поулем Оттесеном Арбоэ, умевшим налаживать часовые механизмы. После удачной починки он принял решение наладить в городе производство часов.
Вскоре в городе открылся ряд мастерских, начавших выпуск часов, расходившихся по рукам с огромным успехом в силу своей дешевизны. В начале XIX века в Рённе насчитывалось около 30 часовых дел мастеров. К первой половине 40-х годов XIX века количество ежегодно производимых часов достигло 2 тысяч. Был налажен выпуск часов в деревянном и металлическом корпусах в различного рода вариациях. Огромную популярность приобрели небольшие маятниковые часы. К концу XIX века производство часов вручную пришло в упадок в силу налаживания выпуска более дешёвых часов в промышленных масштабах.

## Достопримечательности
на заднем плане

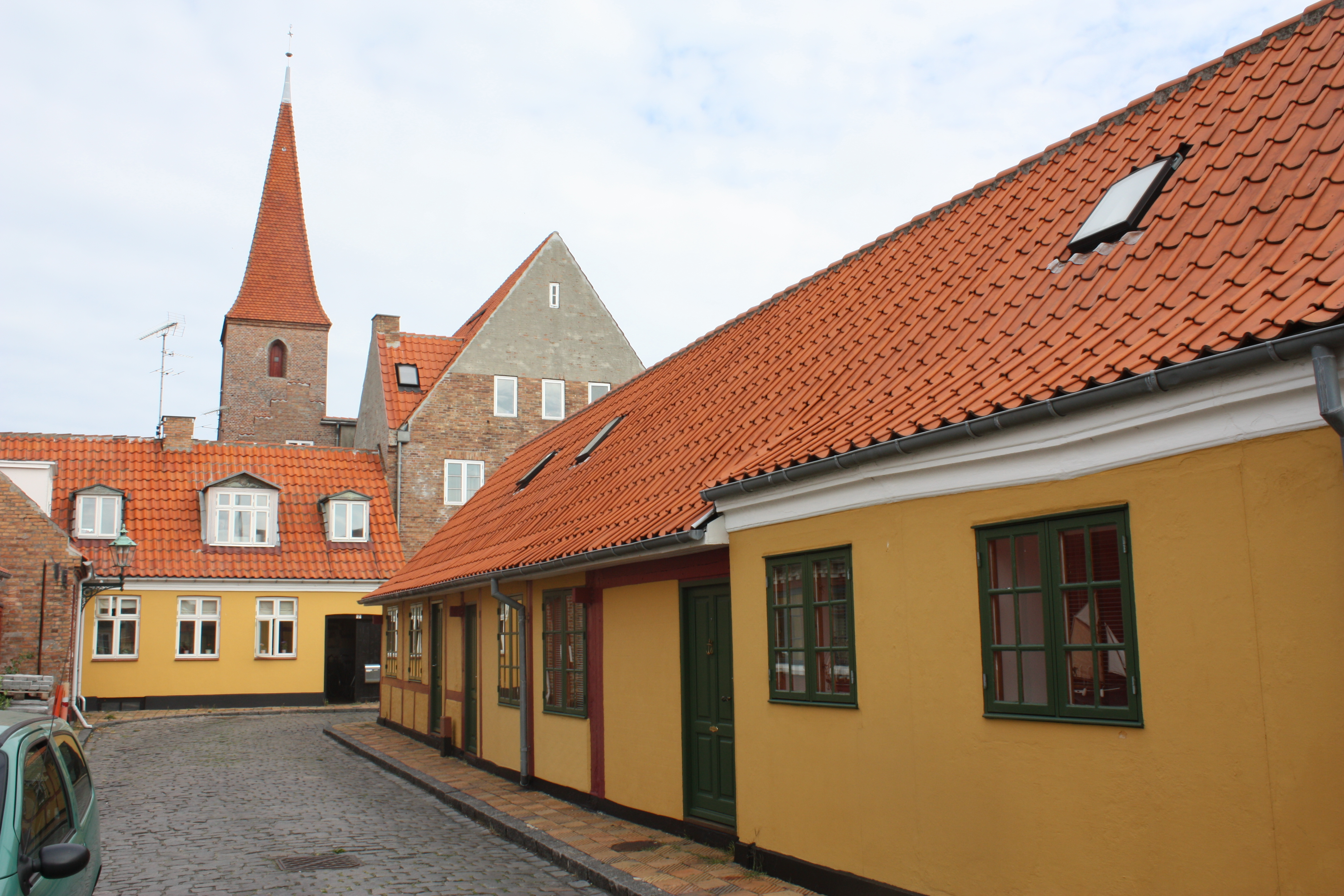
Дом на переднем плане — типичный представитель архитектурного стиля Рённе, а также методистский храм

Особый интерес у туристов вызывают мощёные улицы и невысокие деревянные домики. На улицах Лаксегадэ и Сторегадэ расположено большое количество исторических сооружений, в том числе особняки знати и торговые дома купцов. В число наиболее известных достопримечательностей Рённе входят музеи острова Борнхольм, обороны Рённе, кирха Святого Николая, школа верховой езды Смедегорс, находящаяся в южной части города, и здание маяка, возведённого в 1880 году.

### Музей Борнхольма
Музей Борнхольма посвящён Рённе и самому острову и содержит экспозиции по их истории со времён палеолита до наших дней, в том числе по положению в период немецкой оккупации. В залах музея выставлены памятники материальной культуры скандинавского бронзового и железного веков. В течение определённого периода времени располагал идолом бога Мьёльнира, впоследствии приобретённого национальным музеем Дании и использующимся в качестве его логотипа. Также в распоряжении музея находится ряд римских монет, керамических изделий и картин.

### Кирха Святого Николая

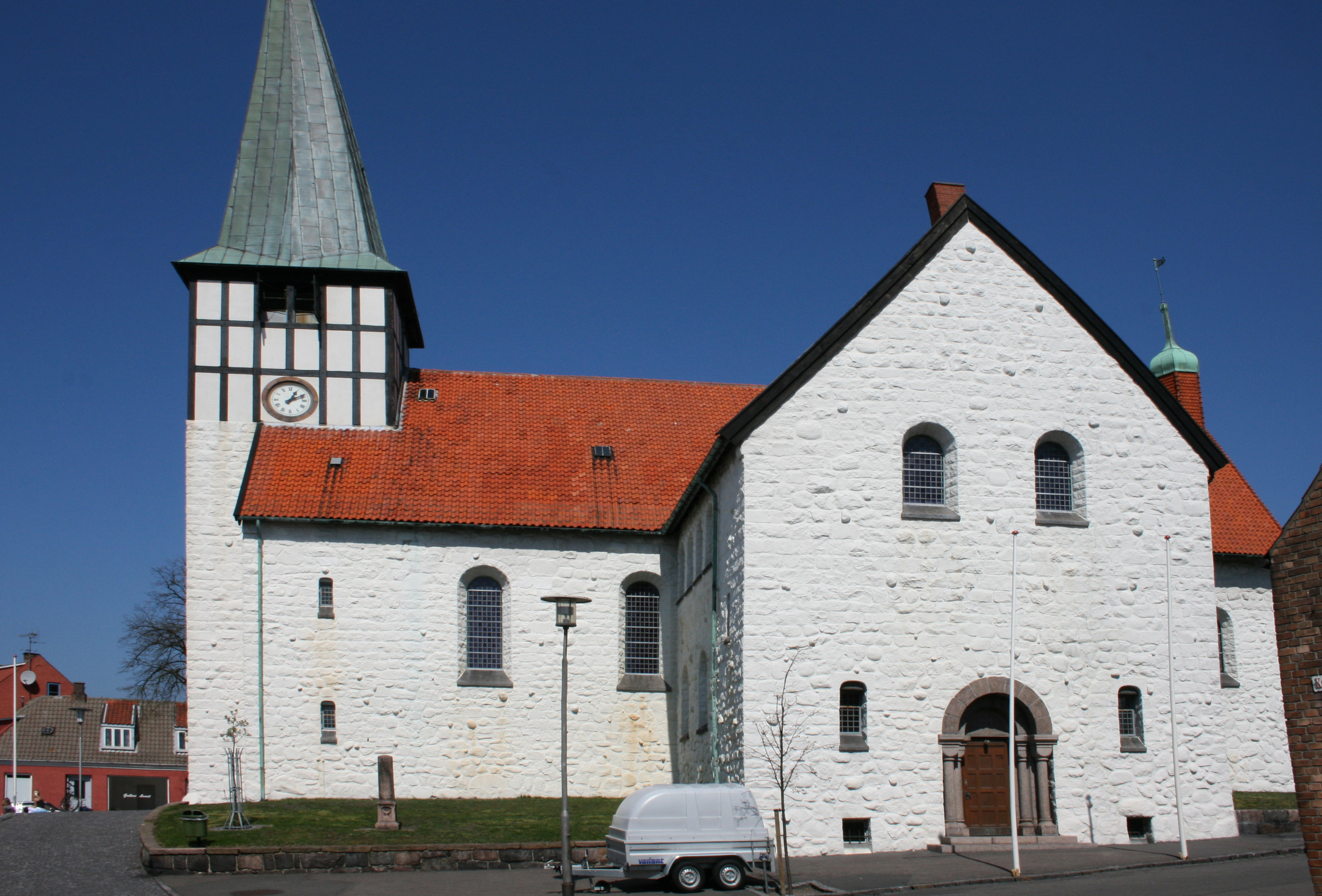
Кирха Святого Николая

Кирха Святого Николая, к которой в своё время пристроили характерную колокольню, находится в непосредственном подчинении епархии Копенгагена. В 1918 году площадь данной кирхи, построенной ещё в 1275 году, подверглась расширению и была произведена полная реконструкция здания.

### Музей обороны Рённе
Музей обороны Рённе расположился в круглой башне, толщина стен которой составляет 3,5 м, именуемой также цитаделью. Возведённая в 1744 года для защиты города в случае нападения, она практически не использовалась по назначению. Фонды музея располагают пушками, клинками, бомбами и образцами униформы.

### Главная площадь
На Главной площади в своё время проводились парады. Также там находится ряд достопримечательностей: публичная библиотека, Нордеабанк, купеческие склады и особняки знати, среди которых Эриксензгод («Дом Эриксенза», 1806 год; ныне входит в состав музея Борнхольма), Коммандантгоен («Дом коменданта», 1846 год; ныне на его территории находится музей керамики) и Амтмансгоен («Дом губернатора» на улице Storegade, 36). Купеческий склад Толдбоден (1624 год) входил в число старейших деревянно-кирпичных строений города.
В здании Торхуса, расположенном недалеко от площади и возведённом в 1834 году, в своё время заседали представители власти, находились суд и тюрьма. Помещение городского театра (1823 год) представляет собой старейшее использующееся по назначению заштатное сооружение подобного типа в Дании. При строительстве же в 1744 года Говедвагтена (Søndergade 12) — датской гауптвахты пошло в ход большое количество кирпичей, некогда составлявших крепость Хаммерсхус, находившейся в северной части острова Борнхольма. В настоящее время он является старейшим кирпичным сооружением Рённе. Также в городе находится методистская церковь с характерной колокольней, возведённая в 1917—1918 годах и освящённая 6 января 1918 года. К числу достопримечательности можно отнести и баптистский храм в центре Рённе, построенный в 1888 году.
Недалеко от храма, на берегу Балтийского моря, находится небольшой белый восьмигранный маяк, сооружённый в 1880 году, но в 1989 году прекративший использоваться по прямому назначению.

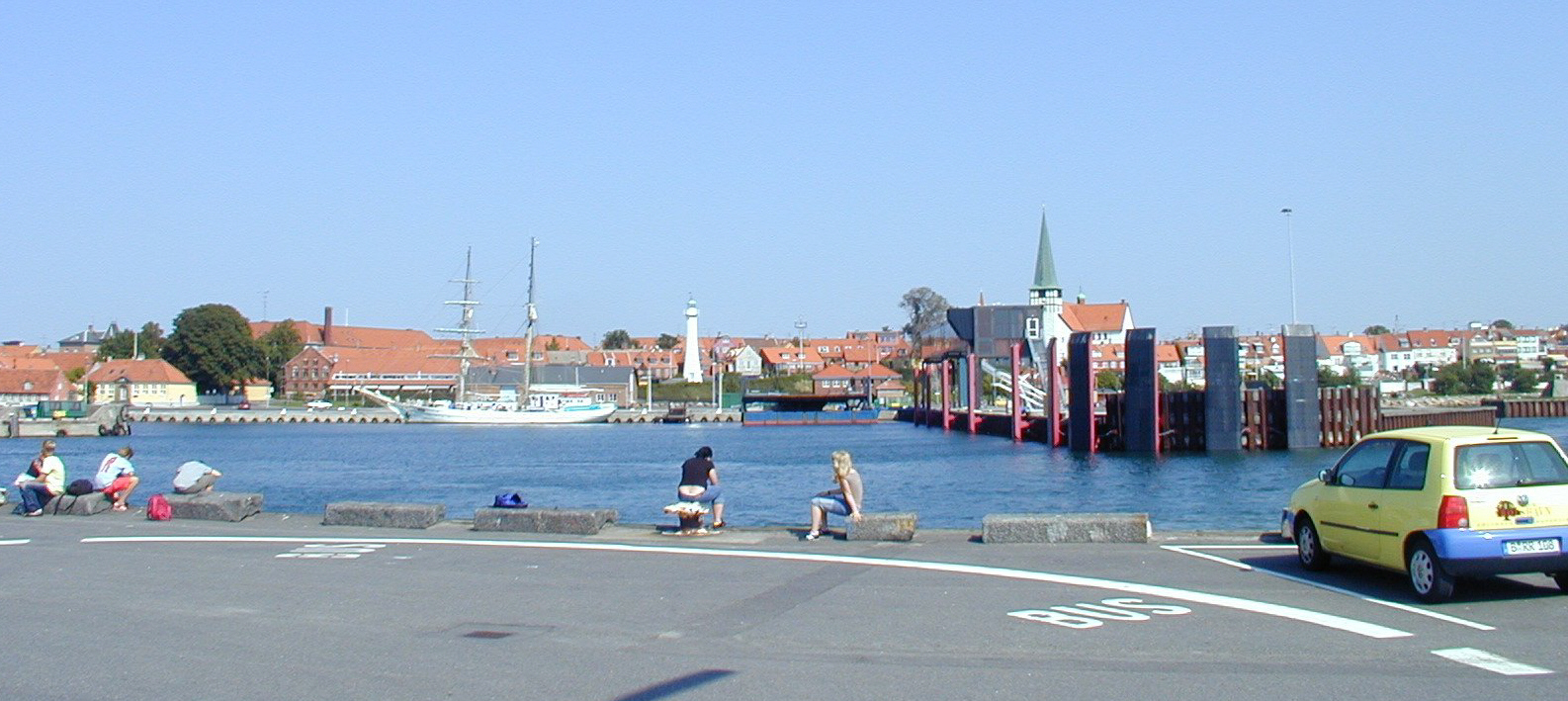
Вид на городскую гавань

## Транспорт

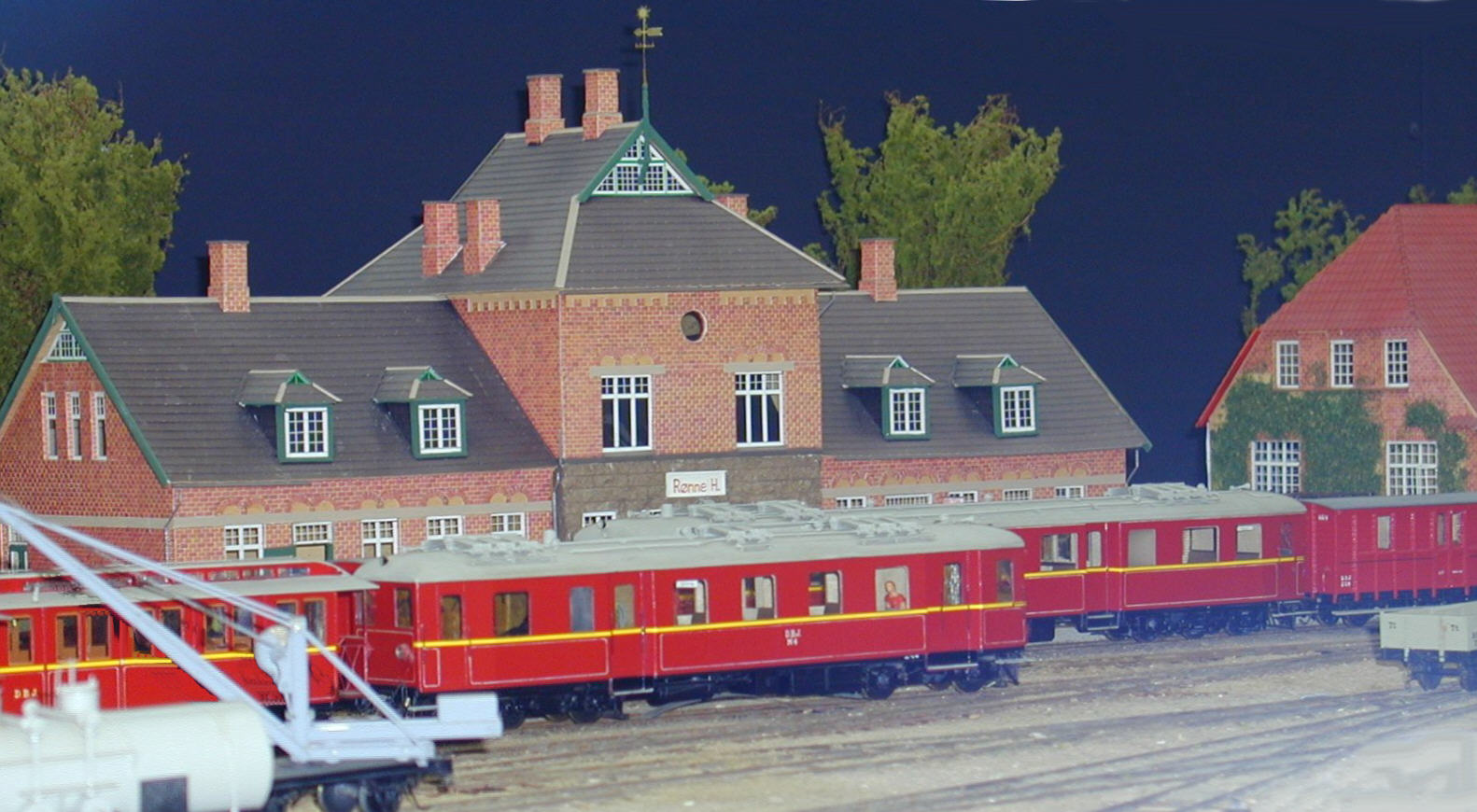
Модель городского вокзала в музее острова Борнхольм

Транспортное сообщение Рённе с материковой частью Дании осуществляется посредством паромной переправы. Так, транспортная компания BornholmerFærgen осуществляет паромные переправы в Кёге, Истад (Швеция), Засниц (Германия), Polferries же — в Свиноуйсьце.
Также в Истад, связанный железной дорогой с Копенгагеном, из Рённе ходит скоростной катамаран.
Из расположенного за пределами города аэропорта Борнхольм во все времена года осуществляются рейсы в столицу Дании, однако летом спектр возможных рейсов увеличивается.

## Климат
Рённе находится в зоне умеренного морского климата с полным отсутствием перепада температур, что благоприятствует выращиванию на значительном расстоянии от основной среды обитания местного сорта инжира, именуемого «Борнхольмским бриллиантом» (дат. Bornholms Diamant).
| Показатель | Янв. | Фев. | Март | Апр. | Май  | Июнь | Июль | Авг. | Сен. | Окт. | Нояб. | Дек. | Год   |
| --- | ---- | ---- | ---- | ---- | ---- | ---- | ---- | ---- | ---- | ---- | ----- | ---- | ----- |
| Средний суточный максимум, °C | 2    | 1,9  | 4    | 8    | 13,5 | 17,8 | 19,5 | 19,8 | 16,2 | 12   | 7,4   | 3,9  | 10,49 |
| Средняя температура, °C | 0,3  | 0    | 1,8  | 5    | 9,9  | 14,3 | 16,3 | 16,6 | 13,5 | 9,7  | 5,4   | 2,0  | 7,9   |
| Средний суточный минимум, °C | −1,3 | −1,8 | −0,3 | 2,1  | 6,4  | 10,9 | 13,2 | 13,4 | 10,8 | 7,4  | 3,5   | 0,2  | 5,38  |
| Норма осадков, мм | 43   | 28   | 31   | 32   | 39   | 46   | 56   | 49   | 61   | 49   | 53    | 46   | 533   |
| Источник: Klimanormaler. DMI (датск.) Climate: Rønne — Climate graph, Temperature graph — Climate table. Climate-Data.org (датск.) |      |      |      |      |      |      |      |      |      |      |       |      |       |

## Города-побратимы
- Курессааре[22] (Эстония; 3 октября 1991)
- Хёйангер[23] (Норвегия)
- Нойштадт[24] (Германия; 1 августа 1992)